# Chêne-Bougeries
Chêne-Bougeries é uma comuna suíça do Cantão de Genebra que fica rodeada por Veyrier, Genebra, Cologny, Vendoeuvres e Chêne-Bourg que fica a Este de Genebra em direcção de Annemasse na França.  O Rio Arve faz de fronteira com a comuna de Veyrier,
Segundo o Departamento Federal de Estatísticas Chêne-Bougeries ocupa uma superfície de 4.13 km2 das quais 83 % é ocupada por habitações ou infra-estructuras e só tem 10 % de zona agrícola.
Junto a Genebra, Chêne-Bougeries como muitas comunas deste cantão nos anos 1960 teve um aumento significativo da sua população passando de 5 232 a 8 670 em dez anos, mas hoje esse crescimento estacionou pois em 2008 tinha 10 109.
Depois da assinatura do tratado entre Genebra e o Duque Carlos Emanuel de Sabóia e da Sardenha com o Tratado de Turim (1754), a ribeira Seymaz ia servir de vova fronteira entre Genebra e o seu vizinho. A paróquia protestante de Chêne teve de abandonar o seu templo que encontrava do outro lado do ribeiro. O novo templo foi construído em menos de dois anos e inaugurado em 1758 e recuperou-se o sino que tinha ficado no outro. A particularidade do templo é ter uma forma elíptica mas que pela sua originalidade foi copiado mais tarde em Yverdon-les-Bains e Chau-de-Fonds .